# ريكاردو كارابالو
ريكاردو كارابالو مواليد 9 فبراير 2004 في السعودية، هو لاعب كرة قدم كولومبي يلعب لنادي جدة السعودي معار من نادي الاتحاد.

## روابط خارجية
- ريكاردو كارابالو على موقع قاعدة بيانات كرة القدم.إي يو (الإنجليزية)
- ريكاردو كارابالو على موقع Soccerway.com (الإنجليزية)
- ريكاردو كارابالو على موقع عالم كرة القدم.نت (الإنجليزية)